# Regnów
Regnów est une localité polonaise, siège de la gmina de Regnów, située dans le powiat de Rawa Mazowiecka en voïvodie de Łódź.